# 汪仲洵
汪仲洵（?—?），號雪帆，山東歷城縣（今山東省濟南市）人，清朝政治人物、進士出身。
咸豐九年，登進士，分部學習。后升吏部郎中。光緒七年，任湖廣道監察御史、協理京畿道監察御史。光緒十年，任掌京畿道監察御史，后改兵科給事中。